# ۲۶ محرم
۲۶ محرم، بیست و ششمین روز از ماه محرم در تقویم هجری قمری است.
در تقویم هجری قمری قراردادی این روز بیست و ششمین روز سال است.

## زادگان
- ۱۳۵۳ - مصطفی صادق رافعی نویسنده و شاعر مصری.

## درگذشتگان
- ۱۴۳۸- ملحم برکات، موسیقی‌دان، خواننده، آهنگساز و بازیگر تئاتر لبنانی.